# Distrito de Gap
El distrito de Gap es un distrito (en francés arrondissement) de Francia, que se localiza en el departamento de los Altos Alpes (en francés Hautes-Alpes), de la région de la Provenza-Alpes-Costa Azul. Cuenta con 23 cantones y con 139 comunas.

## División territorial

### Cantones
Los cantones del distrito de Gap son:
1. Cantón de Aspres-sur-Buëch
2. Cantón de Barcillonnette
3. Cantón de La Bâtie-Neuve
4. Cantón de Chorges
5. Cantón de Embrun
6. Cantón de Gap-Campiña
7. Cantón de Gap-Centro
8. Cantón de Gap-Noreste
9. Cantón de Gap-Noroeste
10. Cantón de Gap-Sureste
11. Cantón de Gap-Suroeste
12. Cantón de Laragne-Montéglin
13. Cantón de Orcières
14. Cantón de Orpierre
15. Cantón de Ribiers
16. Cantón de Rosans
17. Cantón de Saint-Bonnet-en-Champsaur
18. Cantón de Saint-Étienne-en-Dévoluy
19. Cantón de Saint-Firmin
20. Cantón de Savines-le-Lac
21. Cantón de Serres
22. Cantón de Tallard
23. Cantón de Veynes

### Comunas
| 1. Agnières-en-Dévoluy (05002)         | 2. Ancelle (05004)                        | 3. Antonaves (05005)                  | 4. Aspremont (05008)                      |
| 5. Aspres-lès-Corps (05009)            | 6. Aspres-sur-Buëch (05010)               | 7. Avançon (05011)                    | 8. Baratier (05012)                       |
| 9. Barcillonnette (05013)              | 10. Barret-sur-Méouge (05014)             | 11. La Beaume (05019)                 | 12. Le Bersac (05021)                     |
| 13. Bruis (05024)                      | 14. Bréziers (05022)                      | 15. Buissard (05025)                  | 16. La Bâtie-Montsaléon (05016)           |
| 17. La Bâtie-Neuve (05017)             | 18. La Bâtie-Vieille (05018)              | 19. Bénévent-et-Charbillac (05020)    | 20. Chabestan (05028)                     |
| 21. Chabottes (05029)                  | 22. Champoléon (05032)                    | 23. Chanousse (05033)                 | 24. La Chapelle-en-Valgaudémar (05064)    |
| 25. Chauffayer (05039)                 | 26. Chorges (05040)                       | 27. Châteauneuf-d'Oze (05035)         | 28. Châteauneuf-de-Chabre (05034)         |
| 29. Châteauroux-les-Alpes (05036)      | 30. Châteauvieux (05037)                  | 31. La Cluse (05042)                  | 32. Les Costes (05043)                    |
| 33. Crots (05045)                      | 34. Crévoux (05044)                       | 35. Embrun (05046)                    | 36. Esparron (05049)                      |
| 37. Espinasses (05050)                 | 38. Eyguians (05053)                      | 39. La Fare-en-Champsaur (05054)      | 40. La Faurie (05055)                     |
| 41. Forest-Saint-Julien (05056)        | 42. Fouillouse (05057)                    | 43. La Freissinouse (05059)           | 44. Furmeyer (05060)                      |
| 45. Gap (05061)                        | 46. Le Glaizil (05062)                    | 47. La Haute-Beaume (05066)           | 48. Les Infournas (05067)                 |
| 49. Jarjayes (05068)                   | 50. Lagrand (05069)                       | 51. Laragne-Montéglin (05070)         | 52. Lardier-et-Valença (05071)            |
| 53. Laye (05072)                       | 54. Lazer (05073)                         | 55. Lettret (05074)                   | 56. Manteyer (05075)                      |
| 57. Montbrand (05080)                  | 58. Montclus (05081)                      | 59. Montgardin (05084)                | 60. Montjay (05086)                       |
| 61. Montmaur (05087)                   | 62. Montmorin (05088)                     | 63. Montrond (05089)                  | 64. Monêtier-Allemont (05078)             |
| 65. La Motte-en-Champsaur (05090)      | 66. Moydans (05091)                       | 67. Méreuil (05076)                   | 68. Neffes (05092)                        |
| 69. Nossage-et-Bénévent (05094)        | 70. Le Noyer (05095)                      | 71. Orcières (05096)                  | 72. Orpierre (05097)                      |
| 73. Les Orres (05098)                  | 74. Oze (05099)                           | 75. Pelleautier (05100)               | 76. La Piarre (05102)                     |
| 77. Poligny (05104)                    | 78. Le Poët (05103)                       | 79. Prunières (05106)                 | 80. Puy-Saint-Eusèbe (05108)              |
| 81. Puy-Sanières (05111)               | 82. Rabou (05112)                         | 83. Rambaud (05113)                   | 84. Remollon (05115)                      |
| 85. Ribeyret (05117)                   | 86. Ribiers (05118)                       | 87. La Roche-des-Arnauds (05123)      | 88. Rochebrune (05121)                    |
| 89. La Rochette (05124)                | 90. Rosans (05126)                        | 91. Rousset (05127)                   | 92. Réallon (05114)                       |
| 93. Saint-André-d'Embrun (05128)       | 94. Saint-André-de-Rosans (05129)         | 95. Saint-Apollinaire (05130)         | 96. Saint-Auban-d'Oze (05131)             |
| 97. Saint-Bonnet-en-Champsaur (05132)  | 98. Saint-Disdier (05138)                 | 99. Saint-Eusèbe-en-Champsaur (05141) | 100. Saint-Firmin (05142)                 |
| 101. Saint-Genis (05143)               | 102. Saint-Jacques-en-Valgodemard (05144) | 103. Saint-Jean-Saint-Nicolas (05145) | 104. Saint-Julien-en-Beauchêne (05146)    |
| 105. Saint-Julien-en-Champsaur (05147) | 106. Saint-Laurent-du-Cros (05148)        | 107. Saint-Léger-les-Mélèzes (05149)  | 108. Saint-Maurice-en-Valgodemard (05152) |
| 109. Saint-Michel-de-Chaillol (05153)  | 110. Saint-Pierre-Avez (05155)            | 111. Saint-Pierre-d'Argençon (05154)  | 112. Saint-Saveur (05156)                 |
| 113. Saint-Étienne-en-Dévoluy (05139)  | 114. Saint-Étienne-le-Laus (05140)        | 115. Sainte-Colombe (05135)           | 116. Sainte-Marie (05150)                 |
| 117. Le Saix (05158)                   | 118. Saléon (05159)                       | 119. Salérans (05160)                 | 120. La Saulce (05162)                    |
| 121. Le Sauze-du-Lac (05163)           | 122. Savines-le-Lac (05164)               | 123. Savournon (05165)                | 124. Serres (05166)                       |
| 125. Sigottier (05167)                 | 126. Sigoyer (05168)                      | 127. Sorbiers (05169)                 | 128. Tallard (05170)                      |
| 129. Théus (05171)                     | 130. Trescléoux (05172)                   | 131. Upaix (05173)                    | 132. Valserres (05176)                    |
| 133. Ventavon (05178)                  | 134. Veynes (05179)                       | 135. Villar-Loubière (05182)          | 136. Vitrolles (05184)                    |
| 137. Éourres (05047)                   | 138. L'Épine (05048)                      | 139. Étoile-Saint-Cyrice (05051)      |                                           |